# Gamma1 Leonis b
Gamma¹ Leonis b (γ¹ Leo b) – obiekt astronomiczny krążący wokół gwiazdy Algieba (Gamma¹ Leonis), przypuszczalnie planeta pozasłoneczna. Został odkryty metodą pomiaru prędkości radialnej. Nachylenie orbity tego ciała względem osi obserwacji nie jest wyznaczone dość dokładnie, aby określić naturę tego ciała.

## Charakterystyka
Obiekt krąży wokół gwiazdy Algieba, olbrzyma stanowiącego jaśniejszy składnik gwiazdy podwójnej Gamma Leonis. Masa minimalna Gamma¹ Leonis b to około 8,8 MJ, jej odległość od gwiazdy centralnej jest o 19% większa niż odległości Ziemi od Słońca. Obiekt ten obiega gwiazdę w 428,5 doby (w przybliżeniu rok i dwa miesiące). Niewykluczone jest, że gwiazdę okrąża także druga planeta-olbrzym, jednak sygnał o okresie 1340 dni może pochodzić także od samej gwiazdy.
Analizy z 2011 roku wskazują, że inklinacja orbity tego ciała wokół gwiazdy centralnej jest równa 73,5°–175,9°. Jako że masa minimalna planety jest iloczynem masy rzeczywistej i sinusa inklinacji, obiekt na takiej orbicie wywiera odpowiednio mniejszy wpływ grawitacyjny na zmiany prędkości radialnej gwiazdy. To oznacza, że rzeczywista masa tego obiektu mieści się w zakresie od 9,2 do 130,9 mas Jowisza – może on być masywną planetą, brązowym karłem lub nawet gwiazdą o małej masie.